# Rhinocricus diversicauda
Rhinocricus diversicauda är en mångfotingart som beskrevs av Filippo Silvestri 1896. Rhinocricus diversicauda ingår i släktet Rhinocricus och familjen Rhinocricidae. Inga underarter finns listade i Catalogue of Life.